# Vörhenyes sörtésmadár
A vörhenyes sörtésmadár (Dasyornis broadbenti) a madarak osztályának verébalakúak (Passeriformes) rendjébe és a sörtésmadárfélék (Dasyornithidae) családjába tartozó faj.

## Rendszerezése
A fajt Frederick McCoy ír zoológus írta le 1867-ben, a Sphenura nembe Sphenura Broadbenti néven.

## Alfajai
- Dasyornis broadbenti broadbenti (McCoy, 1867)
- Dasyornis broadbenti caryochrous Schodde & I. J. Mason, 1999
- Dasyornis broadbenti litoralis (Milligan, 1902)[2]

## Előfordulása
Ausztrália délkeleti részén honos. Természetes élőhelyei a mérsékelt övi erdők és cserjések, valamint vidéki kertek. Állandó, nem vonuló faj.

## Megjelenése
Testhossza 25 centiméter, testtömege 77 gramm.

## Életmódja
Gerinctelenekkel és magvakkal, gyümölcsökkel és zöld hajtásokkal táplálkozik.

## Természetvédelmi helyzete
Az elterjedési területe nem nagy, egyedszáma 2700-19000 példány közötti, viszont csökken. A Természetvédelmi Világszövetség Vörös listáján nem fenyegetett fajként szerepel.